# منتخب البرازيل لكرة السلة للسيدات
منتخب البرازيل لكرة السلة للنساء هو المنتخب الذي يمثل البرازيل في منافسات كرة السلة الدولية للنساء، والذي يقوم إتحاد البرازيل لكرة السلة بإدارة شؤونه، يعتبر من أقوى منتخبات العالم في كرة السلة حيث تمكن من الفوز ب2 ميدالية أولمبية منها 1 فضية و1 برونزية، كما شارك ببطولة العالم 16 مرة وفاز 1 مرة بالبطولة في سنة 1994، ويحتل المركز السابع في تصنيف فيبا لكرة السلة.

## وصلات خارجية
- الموقع الرسمي